# 니키 리 (미술가)
니키 승희 리(Nikki Seung-hee Lee, 본명: 이승희, 1970년 ~ )는 미국 뉴욕을 기반으로 활동하고 있는 대한민국의 사진 작가이자 영화 작가이다. 니키 리의 많은 작품들은 인간의 정체성에 대한 질문을 하며 환경과 주변인물들을 통해 계속 변하는 기질을 가진 정체성의 특성에 대해 논한다.

## 어린 시절
니키 승희 리는 대한민국의 작은 마을에서 태어나 자랐다. 그녀는 어렸을 적부터 특이한 것을 창작해내고 싶은 꿈을 가지고 있었다. 어린시절부터 다양한 문화권의 미디어로부터 노출이되어 다른 문화들과 새로운 사람들과의 관계성에 대한 관심을 가지게 되었다. 하지만 작가는 그녀가 살던 당시 대한민국에서 여성 작가의 낮은 지위와 미술가라는 불안정한 직업관으로 인해 작가가 되는 꿈을 일찍 포기하게 되었다. 그대신 대학을 다니며 배우가 되는 꿈을 가지게 되었다. 하지만 그 꿈도 오래가지 못했다. 자신이 대한민국에서 여배우가 되고 싶어도 외모가 아름답지 못하기 때문에 힘들 것이라 생각하였기 때문이다. 이로 인해 배우 대신 영화 작가로 진로를 변경하였다. 하지만 부모님의 반대로 인해 영상 공부는 하지 못하고 사진을 공부하게 되었다.

## 교육
1993년 중앙대학교 사진학과에서 미술학사 학위를 받은 뒤 1994년 미국 뉴욕으로 유학하여 뉴욕 주립 패션 공과대학교에서 상업 사진을 공부하였다. 이후 1998년 뉴욕 대학교에서 석사 학위를 받았다. 뉴욕 대학교에서 그녀는 사진이 가질 수 있는 상징적, 함축적 특성에 대해 공부하는 재미를 터득하였다. 뉴욕 대학교를 다니기 전에는 다큐멘터리 위주로 사진을 공부하였다. 이는 그녀가 길거리에 나가 모르는 사람들을 마주하며 사진을 찍게하였는데, 그녀는 이러한 행동이 주위 사람들을 방해한다고 생각하여 다큐멘터리 사진을 찍는 과정을 즐기지 못했다. 뉴욕 대학교를 다니며 만난 지인들을 통해 그녀는 다시 아티스트의 꿈을 꾸게 되었다. 지인을 통해 뉴욕의 아트 갤러리들을 가게 되고 다양한 서적들을 접하며 다시 미술가가되는 생각을 하게 되었다.

## 작품
리의 가장 잘 알려진 작품들 중 하나는 프로젝트들 (1997-2001)이다. 이는 리가 재학 중 드래그 퀸, 펑크, 스윙 댄서, 라티노, 힙합 뮤지션, 스케이트 보더, 레즈비언, 직업인, 한국인 여고생들 등 다양한 사람들과 찍은 사진 시리즈이다. 그녀는 미국의 다양한 문화와 사회 계층들에 자기 자신을 대입하며 그 문화들 속 존재하는 사람들의 일부가 되었다. 포인트-앤드-슛 카메라를 통해 사람들의 모습을 포착하며 그들의 생활을 기록하였다. 리는 아름다운 사진을 찍는 것보다 정체성에 대해 탐구할 수 있는 사진들을 만들어 내는 것이 작가로서의 목표이다. 이 프로젝트를 진행하기 위해 그녀는 특정한 문화계층을 선정하고 그 문화에 속한 사람들의 옷차림을 자기 자신에게 입혔다. 또한 그 사람들과 함께 어울리며 서너달 동안 그녀의 친구, 무리 속 사람들이나 지나가는 행인에게 사진을 찍어달라고 요청하였다.
비록 그녀의 프로젝트들에 나온 사람들은 각기 다른 모습을 하고 연관성이 없어보이지만 이 다양한 그룹들에 속한 사람들은 모두 유사성을 지니고 있다. 그들은 각자의 문화와 개성이 뚜렷한 집단에 속해 맨하탄 아래 지역에 거주한다. 또한 그들만의 의상 착의는 다른 집단과 차이점을 주는 경계선의 역할을 하기도 하지만 집단 내 사람들을 연결해주는 연결고리 역할 또한 진행한다. 리는 이러한 특징들을 통해 어떻게 집단 속과 밖 관계성들을 통해 하나의 자아가 탄생하는지 탐구한다. 그녀는 인생 자체가 퍼포먼스라고 생각한다. 마치 우리가 겉모습을 바꾸려 의상 착의를 바꾸는 것처럼 자아의 성장과 발달은 개인의 표현력을 통해 보인다.
리는 작품을 전시할 때 다양한 사진들을 함께 전시하는 것을 선호한다. 그녀는 모든 사진들이 서로 관계성을 지니고 있기 때문에 함께 보여지는 것이 더 효과적이라고 믿는다. 예를 들어 펑크 프로젝트가 펑키해보이는 이유는 펑크 프로젝트가 여피 프로젝트와 함께 보여졌기 때문이다. 그러므로 모든 프로젝트들은 서로를 지지하며 의미 부여하는 역할을 한다. 대중들에게 보여지는 이미지들은 특정한 순서가 정해지지 않았지만 그들이 보면서 느끼는 감정들과 개인의 경험들을 통해 새로운 스토리를 이어나갈 수 있다고 생각한다.
많은 대중들과 비평가들은 그녀의 프로젝트들 중 여피 프로젝트 (1998)이 인상깊다고 한다. 리는 그녀를 젊은 월스트리트 가의 사업가들로 대입하였다. 가장 많이 보여진 인종은 백인인데, 이는 두가지 방식으로 보여졌다. 바로 희소성과 차별이다. 작가는 백인 인종이 많이 독차지하고 있는 월스트리트 가의 사업가들에 그녀의 모든 부분을 대입할 수 없었다. 다른 프로젝트들과 달리 그 집단과 함께함에도 불구하고 그녀 혼자 튀는 것이 보였다고 한다.
그녀의 최신 작품들 중 하나는 부분들 (2002-2005)이다. 이 작품은 그녀가 남성 파트너와 함께 다양한 포즈를 취하며 찍은 사진들을 보여주며 남성 파트너들의 모습을 크롭하여 그녀가 정확히 어느 남성과 있는지 알 수 없게한다. 사진의 포커스는 리이며 이는 그녀의 정체성과 감정적 관계를 표현하는데 효과적인 역할을 한다.
리는 사진 작가이자 영화 작가이다. 그녀는 꾸준히 영상작업을 해왔고 최근 영상들 중 하나는 A.K.A. Nikki S. Lee (2006)이다. 이는 컨셉츄얼 다큐멘터리 작품이며 리가 두개의 자아로 일하는 모습을 그린다. 작가는 니키 리를 연기하는 자신을 보여주며 진실성과 거짓이 공존하는 모습을 찍는다.
그녀가 유일하게 한 잡지 작품은 Black Book이다. 브루주아 주제로 사진을 찍고 주 모델은 그녀와 남성 모델들이며 그녀와 남성을 브루주아 커플로 찍어냈다.
리의 최신 작품들 중 하나는 Layers (2008)이며 이는 14개의 도시들을 여행하며 길거리에 그녀의 초상화를 모아 찍은 사진들이다. 그녀는 길거리에 자신의 초상화를 부탁하고 세개의 초상화를 겹쳐 라이트 박스에 올려놓은 후 사진을 찍는 과정을 진행하였다. 이 프로젝트를 통하여 어떻게 다양한 도시의 화가들이 그녀의 얼굴을 그려낼지 알아보았고 철학적으로 개인의 숨은 여러가지의 자아들이라는 주제를 연구하였다.

## 전시회
- Art Basel Hong Kong, One and J. Gallery, 2019
- Terrains of the Body: Photography from the National Museum of Women in the Arts, Whitechapel Gallery, London, UK, 2017
- Belief + Doubt: Selections from the Francie Bishop Good and David Horvitz Collection, NSU Art Museum, Fort Lauderdale, FL, 2017
- Invisible Adversaries, Hessel Museum of Art at Bard College, Annandale-On-Hudson, NY, 2016
- Second Sight: New Representations in Photography, Torrance Art Museum, Torrance, CA, 2015
- About Face: Self-Portraiture in Contemporary Art, Hood Museum of Art at Dartmouth College, Hanover, NH, 2015
- Modernity 3.0, 80 Washington Square East Galleries at New York University, New York, NY, 2014
- Shades of Time: An Exhibition from the Archive of Korean-American Artists, Part 2, Queens Museum, Queens, NY, 2014
- The Lunder Collection: A Gift of Art to Colby College, Colby College Museum of Art, Waterville, ME, 2013-2014
- Face to Face, Istanbul Museum of Modern Art, 2012-2013
- The Serial Portrait: Photography and Identity in the Last One Hundred Years, National Gallery of Art, Washington, D.C., 2012
- In the Vernacular, The Art Institute of Chicago, Chicago, IL, 2010
- transfPOP: Korea Vietnam Remix, ARKO Art Center, Seoul, 2007
- The Jewish Identity Project: New American Photography, The Jewish Museum, New York, NY, 2005
- Double Takes: Transformations Through the Lens, Herbert F. Johnson Museum of Art, Cornell University, Ithaca, NY, 2004
- Disguise, Manchester Art Gallery, Manchester, UK, 2004
- Fukuoka Asian Art Triennale, Fukuoka Asian Art Museum, Fukuoka, Japan, 2002
- Recent Acquisitions, The Metropolitan Museum of Art, New York, 2001
- The Gwangju Biennale, Gwangju, South Korea, 2000

## 출연작

### 영화
- 《타짜: 신의 손》 (2014년)

### 방송
- 《유 퀴즈 온 더 블럭》 (2021년, tvN) - ep.102